# Primal Fear
Primal Fear er en amerikansk film fra 1996 instrueret af Gregory Hoblit og med Richard Gere, Edward Norton og Laura Linney på rollelisten. Edward Norton blev nomineret til en Oscar for bedste mandlige birolle. Filmen er baseret på en roman af William Diehl.

## Medvirkende
- Richard Gere som Martin Vail
- Laura Linney som Janet Venable
- Edward Norton som Aaron Stampler
- John Mahoney som John Shaughnessy
- Frances McDormand som Dr. Molly Arrington
- Andre Braugher som Goodman
- Maura Tierney som Naomi
- Alfre Woodard som dommer Shoat

## Ekstern henvisning
- Primal Fear på Internet Movie Database (engelsk)
- Primal Fear på Filmdatabasen
- Primal Fear på Scope
- Primal Fear i Svensk Filmdatabas (svensk)
- Primal Fear på AlloCiné (fransk)
- Primal Fear på MovieMeter (nederlandsk)
- Primal Fear på AllMovie (engelsk)
- Primal Fear hos American Film Institute (engelsk)
- Primal Fears profil hos Encyclopædia Britannica Online (engelsk)
- Primal Fear på Turner Classic Movies (engelsk)